# 4258 Ryazanov
4258 Ryazanov è un asteroide della fascia principale. Scoperto nel 1987, presenta un'orbita caratterizzata da un semiasse maggiore pari a 2,9596099 UA e da un'eccentricità di 0,0674083, inclinata di 3,95739° rispetto all'eclittica.